# Hemiphractus fasciatus
Hemiphractus fasciatus és una espècie de granota que es troba a Colòmbia, l'Equador, Panamà i, possiblement també, a Costa Rica.
Està amenaçada d'extinció per la pèrdua del seu hàbitat natural.